# Frans Van den Brande
Frans Van den Brande (Mechelen, 13 februari 1912 - 22 oktober 1993) was een Vlaams hoorspelacteur.
Hij was onder andere te horen in De vertraagde film (Herman Teirlinck - Frans Roggen, 1967), Kaïn die van nergens kwam (Charles Pascarel - Jos Joos, 1970), Marlowes einde (Helmut Heißenbüttel - Herman Niels, 1972) en God Pomerantz (Ephraim Kishon - Jos Joos, 1973). Hij speelde ook de rol van Maurice ('meneerke') Parmentier in de succesvolle reeks Wij, Heren van Zichem.